# Юки, Сатоси
Сатоси Юки (яп. 結城聡, родился 11 февраля 1972 года) — японский го-профессионал 9 дана, победитель розыгрыша титула тэнгэн 2010 года, обладатель бронзовой медали XVI Азиатских игр в Гуанчжоу в мужских командных соревнованиях.

## Биография
Сатоси Юки получил ранг первого профессионального дана по го в 1984 году. Высший ранг — 9 профессиональный дан был получен им в 1997 году.
В 2010 году Сатоси Юки во второй раз подряд завоевал Кубок NHK, прежде этого добились только Эйо Саката и Норимота Ёда. Он вошёл в состав команды, представляющую Японию в го на XVI Азиатских играх в Гуанчжоу, и завоевал с ней бронзовую медаль в командной мужской дисциплине. Позже в 2010 году он прошёл в финал розыгрыша Кубка Asian TV, где уступил китайскому профессионалу Куну Цзе. В ноябре 2010 года Сатоси Юки выиграл свой первый крупный титул — тэнгэн, победив в финале Кэйго Ямаситу. В апреле 2011 года он одержал свою 1000-ю победу, став самым молодым игроком, достигшим этого, и побив рекорд Тё Тикуна на три года.

## Титулы
| Япония                        | Япония              | Япония                     |
| Титул                         | Победитель          | Финалист                   |
| ----------------------------- | ------------------- | -------------------------- |
| Кисэй                         |                     | 1 (2005)                   |
| Тэнгэн                        | 1 (2010)            | 1 (2011)                   |
| Госэй                         |                     | 4 (1997, 2002, 2005, 2009) |
| Рюсэй                         | 1 (2005)            | 3 (2006, 2007, 2011)       |
| Кубок NHK                     | 2 (2009, 2010)      | 1 (2007)                   |
| Синдзин-О                     | 1 (1993)            | 1 (1990)                   |
| Чемпионат Кансай Киин         | 5 (1996, 2006—2009) | 1 (2010)                   |
| Какусэй                       | 1 (2003)            |                            |
| Чемпионат по быстрому го      | 1 (1995)            | 1 (1991)                   |
| JAL Super Hayago Championship | 1 (2003)            |                            |
| Итого                         | 13                  | 14                         |
| Континентальный               |                     |                            |
| Кубок Asian TV                |                     | 1 (2010)                   |
| Итого                         | 0                   | 1                          |
| Всего                         |                     |                            |
| Итого                         | 13                  | 15                         |